# Gysinita-(Nd)
La gysinita-(Nd) és un mineral de la classe dels carbonats que pertany al grup de l'ancilita.

## Característiques
La gysinita-(Nd) és un carbonat de fórmula química PbNd(CO₃)₂(OH)(H₂O). Va ser aprovada com a espècie vàlida per l'Associació Mineralògica Internacional l'any 1981. Cristal·litza en el sistema ortoròmbic. La seva duresa a l'escala de Mohs es troba entre 4 i 4,5.
Segons la classificació de Nickel-Strunz, la gysinita-(Nd) pertany a «05.DC - Carbonats amb anions addicionals, amb H₂O, amb cations grans» juntament amb els següents minerals: ancylita-(Ce), calcioancylita-(Ce), calcioancylita-(Nd), ancylita-(La), kozoïta-(Nd), kozoïta-(La), kamphaugita-(Y), sheldrickita, thomasclarkita-(Y), peterbaylissita, clearcreekita i niveolanita.

## Formació i jaciments
Va ser descoberta a la mina Kasompi, a Swambo, Katanga, regió de la República Democràtica del Congo. També ha estat descrita en altres dos indrets: a la mina Sa Duchessa, a Oridda, a la província de Sardenya del Sud (Itàlia), i a la mina Glücksrad, a Oberschulenberg, Harz (Baixa Saxònia, Alemanya).